# Адренергічний агоніст
Адренергічні агоністи — це лікарські засоби, які викликають відповідь адренергічних рецепторів. Виділяють п'ять основних категорій адренергічних рецепторів: α1, α2, β1, β2 та β3. Агоністи відрізняються за специфічністю до цих рецепторів. Існують і інші механізми адренергічного агонізму. Адреналін і норадреналін є ендогенними речовинами і мають широкий спектр дії. Більш селективні агоністи використовуються у фармакології.
Адренергічний агент — це лікарський засіб або інша речовина, яка має дію, подібну або таку ж, як адреналін (епінефрин). Таким чином, це свого роду симпатоміметичний засіб.

## Рецептори
Адренергічні агоністи прямої дії діють на адренорецептори. Усі адренергічні рецептори пов'язані з G-білком, що активує його шляхи передачі сигналу. Рецептор G-білка може впливати на функцію аденілатциклази або фосфоліпази С, агоніст рецептора буде посилювати вплив шлях подальної передачі сигналу (він не обов'язково посилюватиме сам шлях).
Рецептори поділяються на α- і β-рецептори. Існує два підкласи α-рецепторів, α1 і α2, які далі поділяються на α1A, α1B, α1D, α2A, α2B і α2C. Рецептор α2C було перекласифіковано на α1C через його більшу гомологію з класом α2, що породило дещо заплутану номенклатуру. β-рецептори поділяються на β1, β2 і β3. Рецептори класифікуються за фізіологічним принципом, хоча існує фармакологічна селективність для підтипів рецепторів і є важливою для клінічного застосування адренергічних агоністів і антагоністів.
З загальної точки зору, рецептори α1 активують фосфоліпазу С (через Gq), підвищуючи активність протеїнкінази С (PKC); α2 рецептори інгібують аденілатциклазу (через Gi), знижуючи активність протеїнкінази А (PKA); β-рецептори активують аденілатциклазу (через Gs), таким чином підвищуючи активність PKA. Агоністи кожного класу рецепторів викликають відповідні відповіді.

## Поглинання та накопичення
Адренергічні агоністи опосередкованої дії впливають на механізми поглинання та накопичення, що беруть участь у передачі адренергічних сигналів.
Для припинення дії адренергічних катехоламінів існують два механізми поглинання — поглинання 1 і поглинання 2. Поглинання 1 відбувається в кінцівці пресинаптичного нерва, щоб видалити нейромедіатор із синапсу. Поглинання 2 відбувається в постсинаптичних і периферичних клітинах, щоб запобігти латеральній дифузії нейромедіатора.
Існує також ферментативна деградація катехоламінів двома основними ферментами — моноаміноксидазою та катехол-о-метилтрансферазою. Відповідно, ці ферменти окислюють моноаміни (включаючи катехоламіни) і метилюють гідроксильні групи фенільного фрагмента катехоламінів. На ці ферменти можна впливати фармакологічно. Інгібітори цих ферментів діють як непрямі агоністи адренергічних рецепторів, оскільки вони подовжують дію катехоламінів на рецептори.

## Структурні впливи
Загалом, для високої агоністичної активності мінімально необхідний первинний або вторинний аліфатичний амін, відокремлений 2 атомами вуглецю від заміщеного бензольного кільця.

## Механізми
Існує велика кількість ліків, які можуть впливати на адренергічні рецептори. Деякі ліки впливають на механізми поглинання та накопичення адренергічних катехоламінів, подовжуючи їх дію. У наступних розділах наведено кілька корисних прикладів для ілюстрації різних способів, за допомогою яких ліки можуть посилити дію адренергічних рецепторів.

### Пряма дія
Ці ліки діють безпосередньо на один або декілька адренергічних рецепторів. За селективністю рецепторів вони бувають двох типів:
- Неселективні: ліки діють на один або декілька рецепторів; це:
  - Адреналін (майже всі адренергічні рецептори).
  - Норадреналін (діє на α1, α2, β1).
  - Ізопреналін (діє на β1, β2, β3).
  - Дофамін (діє на α1, α2, β1, D1, D2).
- Селективні: препарати, які діють лише на один рецептор; вони далі класифікуються на α селективні та β селективні.
  - α1 селективні: фенілефрин, метоксамін, мідодрін, оксиметазолін.
  - α2 селективні: α-метилдопа, клонідин, бримонідин, дексмедетомідин, гуанфацин.
  - β1 селективний: добутамін.
  - β2 селективні: сальбутамол/альбутерол, тербуталін, сальметерол, формотерол, пірбутерол, кленбутерол.

### Непряма дія
Це агенти, які посилюють нейротрансмісію ендогенних хімічних речовин, а саме адреналіну та норадреналіну. Найпоширеніші механізми дії включають конкурентне та неконкурентне інгібування зворотного захоплення та вивільнення агентів. Приклади включають метилфенідат, атомоксетин, кокаїн і деякі стимулятори на основі амфетаміну, такі як 4-гідроксіамфетамін.

### Змішана дія
- Ефедрин
- Псевдоефедрин

### Прекурсори
- Дроксидопа або L-DOPS
- Леводопа